# Kościół Wniebowzięcia Najświętszej Maryi Panny w Starym Zamościu
Kościół Wniebowzięcia Najświętszej Maryi Panny – rzymskokatolicki kościół parafialny należący do parafii pod tym samym wezwaniem (dekanat Sitaniec diecezji zamojsko-lubaczowskiej).

## Historia
Jest to świątynia wybudowana zapewne w latach trzydziestych XVI wieku. W latach 1551–1591 należała do protestantów. Obecnie istniejąca, została odrestaurowana od fundamentów w 1592 roku dzięki staraniom kanclerza Jana Zamoyskiego, zniszczona została przez pożar w 1813 roku, następnie była restaurowana m.in. w 1844 roku dzięki staraniom ordynacji zamojskiej. W 1902 roku kosztem tejże ordynacji i parafian świątynia została gruntownie przebudowana i powiększona (wybudowano nowe prezbiterium, dwie obszerne kaplice i dwie zakrystie, budowniczym był Cieszkowski). Remontowana była po II wojnie światowej (w latach pięćdziesiątych i sześćdziesiątych XX wieku), malowana była kilkakrotnie: w 1907 roku (przez Antoniego Borkowskiego z Lublina), w latach pięćdziesiątych XX wieku, w 1966 roku oczyszczona i pomalowana (przez Przełomców z Lublina) i w 1981 roku.

## Architektura
Budowla jest murowana, otynkowana, jednonawowa, reprezentuje styl renesansowy, przy prezbiterium są umieszczone 2 zakrystie z lożami na piętrze, przy nawie znajdują się 2 obszerne kaplice, na frontonie jest usytuowana wieża z kruchtą w przyziemiu i - mniejsza znajduje się nad nawą. 

## Wyposażenie

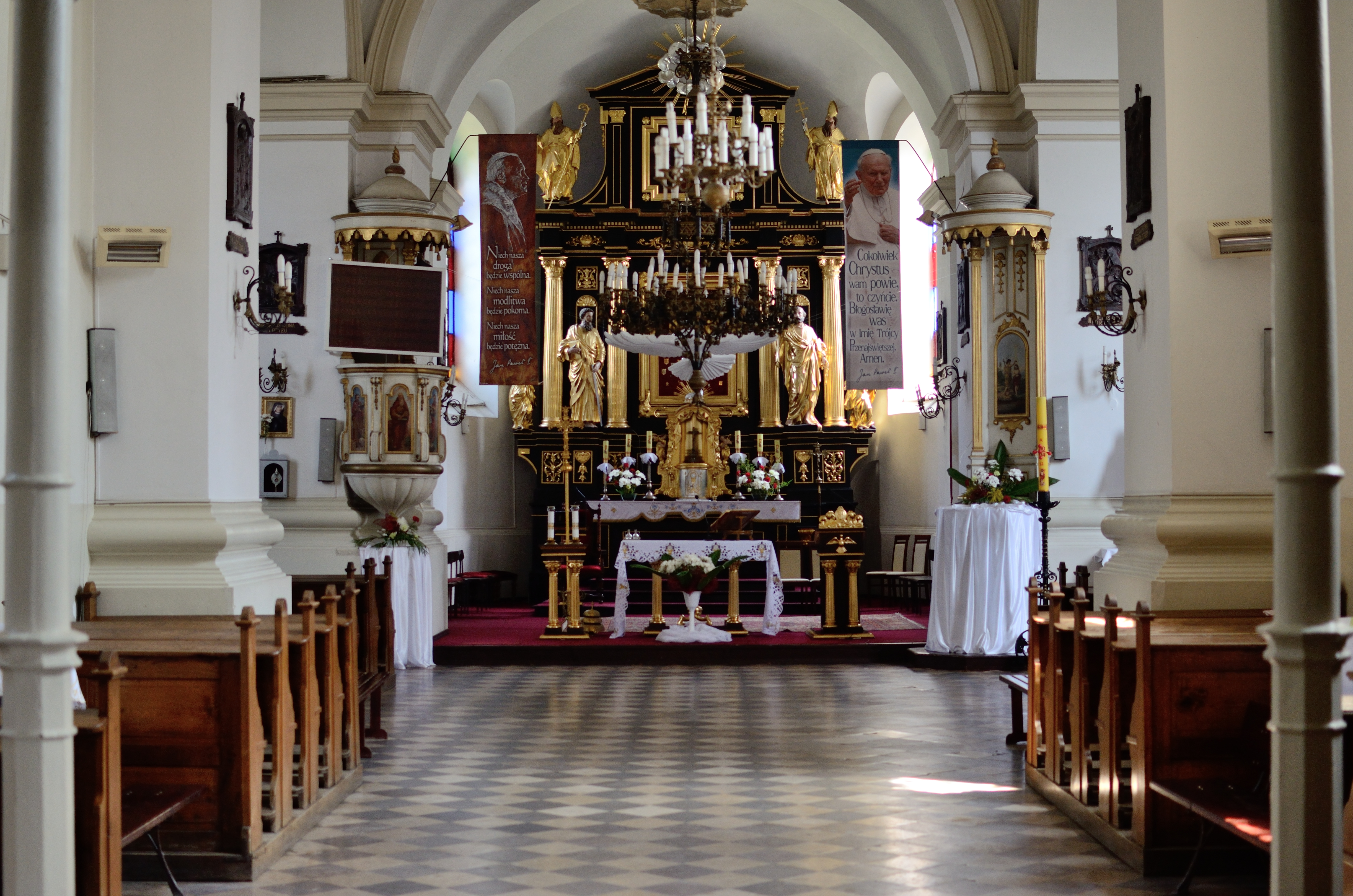
Wnętrze świątyni

### Ołtarze
Wnętrze posiada 5 ołtarzy wykonanych z drzewa sosnowego (powstały w 1904 roku).

#### Ołtarz główny
W ołtarzu głównym są umieszczone obrazy Wniebowzięcia Najświętszej Maryi Panny i św. Antoniego. Oprócz nich jest jeszcze jeden nowy obraz - Matki Bożej Nieustającej Pomocy. 

#### Ołtarze boczne
- W kaplicy prawej znajduje się ołtarz ufundowany przez Karola Namysłowskiego (dyrektora orkiestry włościańskiej), ozdobiony obrazami Matki Bożej Częstochowskiej i Matki Bożej Krasnobrodzkiej.
- W kaplicy lewej jest ozdobiony ołtarz ozdobiony obrazami Świętej Rodziny i św. Mikołaja.
- W nawie po prawej stronie znajduje się ołtarz ozdobiony obrazem Matki Bożej Różańcowej.
- Po lewej stronie nawy jest usytuowany ołtarz ozdobiony obrazami św. Walentego i Matki Bożej Ostrobramskiej.
- Oprócz wymienionych świątynia posiada ołtarz - bez mensy, ozdobiony obrazem Matki Bożej Berdyczowskiej (ufundowany przez Karola Namysłowskiego).

### Pozostałe
W nawie są ustawione ławki wykonane w latach sześćdziesiątych XX wieku. Na chórze muzycznym są umieszczone organy o 24 głosach, powstałe około 1911 roku, wielokrotnie remontowane (m.in. w 1967 roku). Na ścianach kościoła jest powieszonych szereg obrazów (niektóre zostały ufundowane przez Karola Namysłowskiego).
Dwa dzwony, zawieszone na wieży świątyni, zostały odlane w 1955 roku przez łódzką firmę Mojżyszka, poświęcone przez księdza Bogumiła Efnera.